# 김응빈
김응빈(金應彬, 1914년 ~ ?)은 일제강점기부터 활동한 한국의 사회주의 운동가로 남조선로동당의 간부였다.

## 생애
제주도 북제주군 출신이다. 일본에 유학하여 나니와 상업학교와 와세다 대학을 졸업한 지식인이었다.
1930년대에 김삼룡 계열의 운동가로 경성부 지역의 노동 운동에 뛰어들었다. 김삼룡이 주축이 된 일제강점기 말기의 비밀 조직 경성콤그룹에서는 섬유노동조합 책임자를 지냈다. 1945년에 조선인민공화국이 선포될 때 공산 계열 노동자 대표를 맡는 등 이 무렵 정국에서 비중 있는 인물이었다.
한국 전쟁 중에 조선로동당 서울시당 위원장과 조선인민유격대 제1지대장을 맡는 등 서울시 인민위원회 위원장이었던 리승엽 계열에서 활동하면서 유격전에도 참여했다. 1951년 초에 조직된 제1지대는 서울과 경기도 지역 출신의 유격대원들로 구성되었으나, 지역적 한계로 큰 전과는 올리지 못했다. 또한 유격대원을 훈련시키는 기관으로 남로당 파벌의 군사적 배경이었던 금강정치학원 원장에도 임명되었다.
그러나 1953년부터 박헌영 리승엽 간첩 사건으로 인해 남로당계가 제거될 때 숙청된 것으로 알려져 있다. 확인된 내용은 1953년 8월에 조선로동당 중앙위원회가 박헌영을 출당시킬 때 종파분자로 판정받아 주영하, 장시우, 권오직 등과 함께 출당 처분을 받은 것이다.
간첩 사건 판결문에 따르면, 박헌영이 미국의 간첩으로 파견되어 김일성 정권 전복을 위한 정치적 모략과 암해 활동을 감행하면서 자파의 리승엽과 조일명, 리강국 등을 등용할 때 김응빈을 금강정치학원 원장에 임명한 것도 이러한 활동의 일환이었다. 또한 박헌영과 리승엽이 1951년 9월에 무장 폭동을 준비했을 때 김응빈은 폭동 지휘 책임자에 임명되었으며, 이 쿠데타가 성공하여 박헌영을 수반으로 하는 새 정부가 조직되면 무역상이 되기로 했다고 적혀 있다.

## 같이 보기
- 남조선로동당
- 박헌영 리승엽 간첩 사건